# Charles Paget
Sir Charles Paget (7. října 1778 – 27. ledna 1839) byl britský admirál, mladší bratr polního maršála 1. markýze z Anglesey. Od mládí sloužil u Royal Navy a zúčastnil se napoleonských válek, kromě toho byl dlouholetým členem Dolní sněmovny a zastával funkce u královského dvora. V hodnosti viceadmirála zakončil svou kariéru jako vrchní velitel v severní Americe.

## Životopis
Pocházel ze šlechtické rodiny Pagetů, byl pátým synem 1. hraběte z Uxbridge a mladším bratrem polního maršála markýze z Anglesey, jeho dalšími bratry byli diplomat Arthur Paget (1771–1840) a generál Edward Paget (1775–1849). Studoval na námořní akademii v Portsmouthu a od roku 1790 sloužil u Royal Navy. Již v devatenácti letech byl kapitánem (1797), jako velitel menších bojových formací se úspěšně zúčastnil války proti Francii. V letech 1804–1826 a 1831–1835 byl též poslancem Dolní sněmovny. V roce 1819 obdržel hannoverský Řád Guelfů a v roce 1822 byl povýšen do šlechtického stavu. Po starším bratru Edwardovi převzal funkci královského komořího, kterou zastával za vlády Jiřího IV. a Viléma IV. (1822–1837).
V roce 1823 byl povýšen na kontradmirála a v letech 1828–1831 byl vrchním velitelem v irském přístavu Cork. Nakonec dosáhl hodnosti viceadmirála (1837) a od roku 1837 byl vrchním velitelem loďstva v severní Americe a v Karibiku.
Zemřel na následky žluté zimnice na palubě lodi Tartarus krátce po jejím vyplutí z Bermud. S manželkou Elizabeth Monck (1787–1843) měl devět dětí. Synové Charles Henry Paget (1806–1845) a Brownlow Henry Paget (1819–1843) zemřeli v mládí jako důstojníci Royal Navy. Další potomstvo zanechal prostřední syn, anglikánský kněz Edward Paget (1811–1859). V další generaci vynikl Edward Clarence Paget (1851–1927), který byl děkanem v Calgary.